# جداساز بخار–مایع

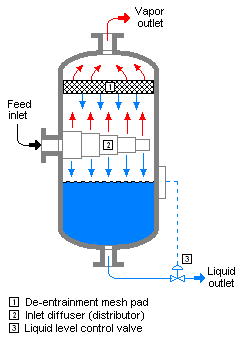
نوعی از تفکیک گر بخار-مایع

جداساز بخار-مایع (انگلیسی: Vapor–liquid separator) یک دستگاه مورد استفاده در برنامه‌های مختلف صنعتی است که برای جداسازی مخلوط‌های بخار از مایع مورد استفاده قرار می‌گیرد. تفکیک گر بخارمایع نیز ممکن است به عنوان یک فلاش درام مکش یا ورودی کمپرسور نیز مورد استفاده قرار بگیرد. هنگامی که قطرات آب به حالت معلق از جریان هوا جدا شدند به آنها حباب افزودنی می‌گویند.